# Sandra Newman
Sandra Newman (Boston, 6 de noviembre de 1965) es una escritora y novelista estadounidense.

## Biografía
Nació en Boston el 6 de noviembre de 1965. Se licenció en la Polytechnic of Central London (actual Universidad de Westminster) y posteriormente obtuvo un máster en la Universidad de East Anglia. Ha sido profesora de literatura en la Universidad del Temple, la Universidad Chapman y la Universidad de Colorado. También colabora en diversos medios como Harper’s, Granta, London’s Observer, The Telegraph y The Mail on Sunday. 
Su primera novela, titulada The Only Good Thing Anyone Has Ever Done, se publicó por primera vez en 2002 y recibió una nominación para el premio Guardian First Book Award de 2002. La novela presenta a una estadounidense adoptada de Guatemala llamada Chrysalis Moffat y se centra en los acontecimientos de su vida y la de su familia utilizando un estilo inusual que recuerda a las notas tomadas mientras se componía la novela.
En 2014 publicó su tercera novela, The Country of Ice Cream Star, que estuvo entre los ochenta títulos nominados al Premio Folio 2015, y entre las veinte obras nominadas al Premio de Ficción Femenina. La novela sigue a la protagonista, Ice Cream Fifteen Star, a través de un futuro distópico en Estados Unidos mientras busca una cura para la enfermedad hereditaria de su hermano.
Su cuarta novela, The Heavens (2019), publicada por Grove Atlantic, cuenta la historia de una mujer que vive a principios del siglo XXI, pero que regresa cada noche en sueños a la Inglaterra de la época isabelina, donde vive como Emilia Lanier, una poetisa judía cuyo círculo de conocidos incluye a un oscuro poeta llamado William Shakespeare. El New York Times Book Review calificó el libro como «un híbrido extraño y hermoso».
Su quinta novela, The Men (2022), publicada en España por la Editorial Seix Barral con el título de Un mundo sin hombres, relata una historia en la que todas las personas con cromosoma Y desaparecen de la faz de la Tierra y surge un nuevo mundo menos violento y más colaborativo (es la primera novela de la autora que se publica en España). El libro fue controvertido y algunos lo criticaron por su enfoque en la biología y la exclusión de las mujeres trans. Sin embargo, en una crítica en The Telegraph, Claire Allfree citó una discusión sobre mujeres trans en el libro, y en Publishers Weekly, David Varno dijo que «The Men es a la vez accesible y sorprendentemente complejo», y señaló que «los personajes trans aparecen en él». En una reseña para The Times, Jessa Crispin describió a The Men como «la novela más mal concebida y peor ejecutada del año». En Financial Times, Erica Wagner escribió que la novela era un «libro confuso, una maraña de hilos que nunca se unen para formar un todo satisfactorio». En The Spectator, Sarah Ditum calificó el libro como «una novela atrapante y cautivadora», y en The Telegraph, Nina Power la calificó de «convincente y agradable».
Su sexta novela, Julia (2023), publicada por Granta en el Reino Unido, Mariner Books en los Estados unidos y Editorial Destino en España, y escrita a pedido de los herederos de George Orwell, revisa los eventos de la novela clásica distópica 1984 a través de los ojos de la amante de Winston Smith, Julia. El diario Los Angeles Times calificó el libro como «una mirada sorprendente a lo que sucede cuando una persona fuerte se enfrenta a lo peor de la humanidad, así como un ejemplo perfecto de arte derivado». El Financial Times lo calificó como «una distopía aterradora y ricamente imaginativa, totalmente fiel al texto de Orwell», mientras que Erica Wagner refirió a la novela como una «obra maestra» en The Telegraph. El diario El Mundo escribió en una reseña de la obra que «Newman lo explica todo en su novela: explica cómo funciona el Partido IngSoc, qué comen sus miembros, qué se encuentra en el mercado negro, qué ponen en televisión... Y hasta cómo muerden las ratas que atormentan a Winston Smith».
Además, es autora de la novela Cake (2008), de la autobiografía, Changeling (2010) y de la guía de literatura occidental, The Western Lit Survival Kit: How to Read the Classics Without Fear (2012). Así mismo es coautora de How Not To Write A Novel (2008) y Read This Next (2010), ambas escritas junto con Howard Mittelmark.

## Novelas publicadas
- The Only Good Thing Anyone Has Ever Done (2002)
- Cake (2008)
- The Country of Ice Cream Star (2014)
- The Heavens (2019)
- The Men (2022)
- Julia (2023)

En español
- —— (2023). Un mundo sin hombres. Barcelona (España): Seix Barral. ISBN 978-84-322-4166-6.
- —— (2024). Julia. Barcelona (España): Ediciones Destino. ISBN 978-84-233-6506-7.